# Сунь Цзихай
Сунь Цзихай (кит. упр. 孙继海, пиньинь Sūn Jìhǎi; 30 сентября 1977, Далянь, Китай) — китайский футболист, защитник. Участник чемпионата мира 2002 года. Главный тренер сборной Китая до 20 лет.

## Клубная карьера
Первый раз в статусе профессионального футболиста вышел на поле 28 мая 1995 года в составе клуба «Далянь Шидэ». С 1998 по 1999 годы играл в «Кристал Пэлас». Сунь Цзихай вместе с Фань Чжии стали первыми китайскими футболистами в чемпионате Англии. После года, проведённого в Англии, вернулся в Китай.
В 2002 году перешёл в «Манчестер Сити» за 2 миллиона фунтов. В сентябре 2002 года был признан игроком месяца в составе клуба, а в октябре 2002 года стал первым китайским футболистом, забившим гол в Премьер-лиге. 3 января 2012 года «Манчестер Сити» вручил игроку специальную футболку с номером, отражающим количество встреч, которое Сунь Цзихай провёл за команду — 130.
В 2008 году перешёл в «Шеффилд Юнайтед». Вскоре получил серьёзную травму и потерял место в составе.
В 2009 году вернулся на родину, в аренду в клуб «Чэнду Блейдс».
8 января 2010 года перешёл в «Гуйчжоу Жэньхэ».

## Международная карьера
Первый матч за сборную провёл 6 декабря 1996 года против команды Узбекистана.
Был включён в заявку сборной Китая на Чемпионат мира по футболу 2002. В первом же матче против Коста-Рики получил травму и был заменён, после чего в остальных играх на поле не выходил.

## Достижения

### Клубные
«Гуйчжоу Жэньхэ»
- Суперкубок Китайской футбольной ассоциации: 2014

### Индивидуальные
- Лучший игрок Суперкубка КФА: 2014